# Costura (escalada)

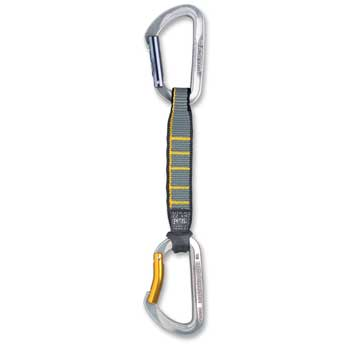
Costura

Costura (ou expresso) é o termo que designa uma peça utilizada na escalada, dotada de dois mosquetões intermediados por uma fita. Uma das pontas é colocada em um ponto fixo na rocha e a outra é por onde a corda passa.

## Mosquetonagem
Chama-se de mosquetonagem a acção de se passar a corda por cada uma das  costuras, normalmente um mosquetão (donde a  expressão),  para assegurar a progressão do segundo.